# Cantua coerulea
Cantua coerulea là một loài thực vật có hoa trong họ Polemoniaceae. Loài này được (Brand) J.M.Porter & L.A.Johnson mô tả khoa học đầu tiên năm 2000.